# John Newport Langley
Pour les articles homonymes, voir Langley.
John Newport Langley (2 novembre 1852 - 5 novembre 1925) est un physiologiste britannique.

## Biographie
Il est né à Newbury, Berkshire, fils de John Langley, le maître d'école local, et de sa femme, Mary Groom. Il fait ses études à la Exeter Grammar School dans le Devon. En 1871, il obtient une place au St John's College de Cambridge, où il obtient une maîtrise avant de poursuivre plusieurs études de troisième cycle, obtenant plusieurs doctorats. Il invente le terme « système nerveux autonome » en 1898 .
Il passe toute sa carrière à l'Université de Cambridge, commençant comme démonstrateur dans des conférences en 1875. Il commence à donner des cours de physiologie en 1884 et est nommé professeur en 1903, succédant au professeur Michael Foster .
Il est élu Fellow de la Royal Society en 1883 et plus tard son vice-président. Il est nommé membre honoraire de la Royal Society of Edinburgh en 1916 .
Langley est connu comme l'un des pères de la théorie des récepteurs chimiques et comme l'origine du concept de «substance réceptive» ,.
En 1901, il fait progresser la recherche sur les neurotransmetteurs et les récepteurs chimiques, en travaillant avec des extraits de glandes surrénales. Ces extraits suscitent des réponses dans les tissus similaires à celles induites par la stimulation nerveuse .
Il meurt à Cambridge le 5 novembre 1925.

## Ouvrages
- Le système nerveux autonome (1921)
- Physiologie expérimentale élémentaire

## Famille
Langley épouse à l'église St. Mary, Montrose, le 10 septembre 1902 Vera Kathleen Forsythe-Grant (décédée en 1932), troisième fille de Frederick Grant Forsyth-Grant, d'Ecclesgreig, Kincardineshire 
.